# 姜潤求
姜 潤求（カン・ユング、朝: 강윤구、1993年2月8日 - ）は、大韓民国出身のサッカー選手。ポジションはディフェンダー。平昌ユナイテッドFC所属。

## 来歴
東亜大学校在学中の2012年、U-19韓国代表に選出され、日本の静岡県で行われたSBSカップ 国際ユースサッカーや、UAEで行われたAFC U-19選手権に出場した。
2013年1月からヴィッセル神戸の鹿児島・宮崎トレーニングキャンプに練習参加。リーグ開幕後の3月、正式に入団した。
2014年、大分トリニータへ期限付き移籍。天皇杯1試合の出場にとどまり同年限りで移籍期間満了により大分を退団。
2015年、愛媛FCへ期限付き移籍。しかし公式戦の出場機会無く同年限りで期限付き移籍先の愛媛、移籍元の神戸双方から契約満了となった。

## 所属クラブ
ユース経歴
- 2009年 - 2011年  長薫高等学校
- 2012年  東亜大学校

プロ経歴
- 2013年3月 - 2015年  ヴィッセル神戸
  - 2014年  大分トリニータ（期限付き移籍）
  - 2015年  愛媛FC（期限付き移籍）
- 2016年  清州シティFC
- 2017年  木浦市庁FC
- 2018年 - 2019年  大邱FC
- 2019年 - 2023年  仁川ユナイテッドFC
- 2024年 -  平昌ユナイテッドFC（英語版）

## 個人成績
| 国内大会個人成績 | 国内大会個人成績 | 国内大会個人成績 | 国内大会個人成績 | 国内大会個人成績 | 国内大会個人成績 | 国内大会個人成績 | 国内大会個人成績 | 国内大会個人成績 | 国内大会個人成績 | 国内大会個人成績 | 国内大会個人成績 |
| 年度             | クラブ           | 背番号           | リーグ           | リーグ戦         | リーグ戦         | リーグ杯         | リーグ杯         | オープン杯       | オープン杯       | 期間通算         | 期間通算         |
| 年度             | クラブ           | 背番号           | リーグ           | 出場             | 得点             | 出場             | 得点             | 出場             | 得点             | 出場             | 得点             |
| 日本             | 日本             | 日本             | 日本             | リーグ戦         | リーグ戦         | リーグ杯         | リーグ杯         | 天皇杯           | 天皇杯           | 期間通算         | 期間通算         |
| ---------------- | ---------------- | ---------------- | ---------------- | ---------------- | ---------------- | ---------------- | ---------------- | ---------------- | ---------------- | ---------------- | ---------------- |
| 2013             | 神戸             | 34               | J2               | 1                | 0                | -                | -                | 0                | 0                | 1                | 0                |
| 2014             | 大分             | 20               | J2               | 0                | 0                | -                | -                | 1                | 0                | 1                | 0                |
| 2015             | 愛媛             | 24               | J2               | 0                | 0                | -                | -                | 0                | 0                | 0                | 0                |
| 通算             | 日本             | 日本             | J2               | 1                | 0                | -                | -                | 1                | 0                | 2                | 0                |
| 総通算           | 総通算           | 総通算           | 総通算           | 1                | 0                | -                | -                | 1                | 0                | 2                | 0                |

- Jリーグ初出場 - 2013年4月7日 J2第7節 vsモンテディオ山形（ノエビアスタジアム神戸）

## 代表歴
- U-19韓国代表
  - AFC U-19選手権2012
- U-20韓国代表
- U-21韓国代表
- U-23韓国代表